# Thomas Freimuth
Thomas Freimuth (* 8. September 1980) ist ein deutscher Skilangläufer.
Freimuth bestritt nur zu Beginn seiner internationalen Karriere einige Rennen im Weltcup. Hierbei konnte er im Jahre 2001 als beste Platzierung einen 45. Platz im Sprint erreichen. Inzwischen ist er auf Langdistanzrennen spezialisiert und zählt dort zur internationalen Spitze. Seine beste Platzierung im FIS-Skilanglauf-Marathon-Cup erreichte er 2006 mit einem 4. Platz beim Engadin Skimarathon. 2009 gewann er das Arctic Circle Race auf Grönland.
Seit der Saison 2011–2012 ist er Mitglied im österreichischen FIS Marathon Team, Skinfit Racing. Er wird gemeinsam mit dem Team am FIS Skilanglauf-Marathon-Cup teilnehmen.